# Силвенія (Пенсільванія)
Силвенія (англ. Sylvania) — місто (англ. borough) в США, в окрузі Бредфорд штату Пенсільванія. Населення — 215 осіб (2020).

## Географія
Силвенія розташована за координатами 41°48′7″ пн. ш. 76°51′42″ зх. д. / 41.80194° пн. ш. 76.86167° зх. д. (41.802064, -76.861586).  За даними Бюро перепису населення США в 2010 році місто мало площу 2,89 км², з яких 2,89 км² — суходіл та 0,00 км² — водойми.

## Демографія
Згідно з переписом 2010 року, у селищі мешкало 219 осіб у 82 домогосподарствах у складі 61 родини. Густота населення становила 76 осіб/км².  Було 88 помешкань (30/км²).
Расовий склад населення:
| - 96,3 % — білих - 0,9 % — азіатів - 0,5 % — корінних американців |

До двох чи більше рас належало 2,3 %. Частка іспаномовних становила 0,0 % від усіх жителів.
За віковим діапазоном населення розподілялося таким чином: 26,0 % — особи молодші 18 років, 58,5 % — особи у віці 18—64 років, 15,5 % — особи у віці 65 років та старші. Медіана віку мешканця становила 39,6 року. На 100 осіб жіночої статі у селищі припадало 110,6 чоловіків;  на 100 жінок у віці від 18 років та старших — 102,5 чоловіків також старших 18 років.
Середній дохід на одне домашнє господарство  становив 60 442 долари США (медіана — 50 000), а середній дохід на одну сім'ю — 65 236 доларів (медіана — 53 125). Медіана доходів становила 34 750 доларів для чоловіків та 25 000 доларів для жінок. За межею бідності перебувало 10,7 % осіб, у тому числі 12,0 % дітей у віці до 18 років та 8,1 % осіб у віці 65 років та старших.
Цивільне працевлаштоване населення становило 131 особа. Основні галузі зайнятості: виробництво — 19,1 %, освіта, охорона здоров'я та соціальна допомога — 18,3 %, роздрібна торгівля — 16,8 %.